# 伊拉普昂
伊拉普昂是巴西圣保罗州的一个市镇。总面积257.423平方公里，总人口7076人，人口密度27.5人/平方公里。